# 龍潭購地案
龍潭購地案，又稱竹科龍潭基地開發案是一個台灣科學園區開發案件，也是一個台灣法律案件，由陳水扁家庭密帳案衍生出的案件之一。陳水扁政府時期，行政院國家科學委員會新竹科學園區管理局收購台灣水泥在桃園縣龍潭鄉的土地，納入新竹科學工業園區中。在收購案成立之前，2004年台泥董事長辜成允曾交付新台幣4億元，給當時中華民國總統陳水扁的夫人吳淑珍；收購案完成後，新竹科學園區管理局局長李界木也收受了台泥新台幣3千餘萬元。
特偵組認為陳水扁夫婦收受賄款影響新竹科學園區管理局收購土地，起訴陳水扁及其夫人吳淑珍。陳水扁夫婦主張該筆款項是政治獻金，強調他們並未以任何手段來影響竹科管理局；相關官員也表示並未受到關說、也不知道他們收到政治獻金，他們收購該土地是專業考量。
中華民國最高法院未採用先前判例常用的法定職權說，在2010年提出實質影響力說，判決貪污罪成立，將陳水扁及吳淑珍各判處有期徒刑11年、併科罰金新台幣1.5億元。在洗錢罪及民事訴訟上，法院判決無罪。

## 事件經過
2003年6月，由辜家投資的達裕公司跳票，發生財務危機。為解決達裕公司的財務問題，台泥公司董事長辜成允與中信金控前副董事長辜仲諒，計畫將達裕公司擁有在桃園龍潭的土地，出售給新竹科學園區管理局。辜仲諒居中仲介蔡銘杰、蔡銘哲兄弟給辜成允，希望透過政治力量完成收購案。
2004年1月，辜成允匯出2千萬元至人頭戶吳淑珍的美國帳戶。2月9日，國科會竹科管理局通過收購案，與達裕公司簽約，收購龍潭土地，先租後售。原訂以86億元台幣收購，但遭立法院刪除預算，最後以76億元購入。3月4日，陳水扁至龍潭，與林百里一同為廣輝公司的工廠進行開工儀式，以此收購案為政績之一。在3月20日總統大選後，辜成允匯出4億元至吳淑珍美國帳戶，蔡銘哲隨後退回1億元。
檢方認為，達裕公司是中信、台泥辜家共同投資，在辜啟允過世後，辜成允繼任董事長。龍潭購地案的佣金，是由辜仲諒於2003年11月與陳水扁密會後決定，是由辜仲諒主導，辜成允執行。辜成允宣稱，商定的6億元佣金也是由兩家分擔，辜成允匯出4億元，辜仲諒匯出2億元，但辜仲諒否認此事。期間，經蔡銘哲居中，辜成允宣稱，已交付4億元給吳淑珍（吳淑珍只承認其中的2億元），同時，也給與竹科管理局長李界木三千餘萬的佣金。
特偵組以陳水扁與吳淑珍涉及貪污為由起訴，陳水扁稱他本人不知情，且此筆款項為政治獻金，購地為竹科管理局的權責，與此筆款項無對價關係，主張無罪。洗錢部份，另案起訴。

## 法院訴訟與監院調查過程

### 刑事訴訟

#### 貪污部分
2009年10月24日，因紅火案潛逃日本的辜仲諒，在特偵組策動下回國。辜仲諒否認曾主動找過前第一夫人吳淑珍討論龍潭購地案。辜仲諒聲稱，此案是扁家友人蔡銘哲主動找上他，提出需要2億元佣金，1.5億元要給吳淑珍，剩下的5,000萬由他們兩人均分。在龍潭案通過後，在蔡銘哲的指示下，辜仲諒與辜成允分別匯入1億元與4億元佣金至蔡銘哲帳戶。辜仲諒聲稱，佣金是由蔡銘哲提出，他只負責介紹蔡銘哲給辜成允，之後由他們兩人私下議定佣金，本案與他無關。辜仲諒至法庭作證，與陳水扁對質。但辜仲諒的說法與蔡銘哲的供詞不符。

2010年11月11日，龍潭購地案三審確定（最高法院99年度台上字第7078號），最高法院審判長法官謝俊雄及法官陳世雄、魏新和、徐文亮、吳信銘等人，判決龍潭案中的貪污部份，
認定陳水扁夫婦收受台泥辜家3億、讓政府花上百億購買龍潭土地並納入科學園區，前總統陳水扁及夫人吳淑珍各判11年徒刑，併科1.5億元罰金。
根據卸任總統副總統禮遇條例規定，陳水扁僅剩的2到3名隨扈禮遇，也全數撤除。另外，李界木判3年6月徒刑、蔡銘哲判8月徒刑（緩刑3年）。洗錢部份，陳水扁、吳淑珍、蔡銘哲、郭銓慶發回高等法院更審。
紅火案一審宣判後，辜仲諒上訴。2011年4月19日，在高等法院庭上，陳明、金延華均作證，紅火公司獲利的３億元未流進扁家，因辜仲諒擔心返台後被羈押，才應特偵組要求，做出不實陳報狀，指控陳水扁收賄。

#### 洗錢部分
2012年7月26日，最高法院判決，陳水扁及吳淑珍在龍潭案中的洗錢部份，駁回上訴，各判刑2年定讞。蔡銘哲、郭銓慶各判刑6月、2月確定；陳水扁、吳淑珍及陳鎮慧、蔡銘哲、郭銓慶等人被控收受辜仲諒賄賂洗錢無罪，及蔡銘哲被控在龍潭案的犯罪所得238萬多美元，洗錢部分無罪確定；其他部分則發回審理。

### 監院行政調查
2009年，行政院副秘書長劉世芳、國科會主委魏哲和，被告發涉嫌圖利廠商，由監察院主動函送最高法院檢察署特偵組調查。
7月3日，監察委員馬以工、馬秀如、李炳南與周陽山經調查後，以「罔顧法令、違背職務」為由，彈劾二人，通過。
根據監察院調查報告內容：陳水扁總統陳述：（1月1－9日間）『電請游院長…林信義…魏哲和…李界木來總統府一同聽報告。』…本案火速進行到93年1月28日行政院已核定，扣去春節及假日前後不過數日。總統親自數度直接召集並參與討論一個科學園區開發小案，實屬罕見；未以任何手段來影響新竹科學園區管理局收購土地，則純為推托之詞。
2012年12月28日，特偵組經過調查後，認為魏哲和及劉世芳不知扁珍收取達裕公司負責人辜成允四億元佣金，亦未涉及收賄或圖利業者，簽結此案。

### 民事訴訟
新竹科學園區管理局對陳水扁、吳淑珍、辜成允、達裕公司，以及當時的科管局長李界木、白手套蔡銘哲等6人，提出民事訴訟，要求連帶求償4億元。2012年6月21日，台北地院以竹科管理局無法提出損害證明為由，判決陳水扁勝訴。

## 法律觀點
中華民國法院會以對價關係或「職務上關連性」，來判定是否有貪污。此案最高法院並未採用法定職權說，而是採用實質影響力說，判決陳水扁有罪。

## 後續發展
因陳水扁已在服刑，高檢署向台灣高等法院聲請合併執行期。2012年11月1日，高院裁定，陳水扁兩罪各17年半、2年，合併執行18年半，且併科罰金1億5600萬元，罰金可易服勞役，但以6個月為限。同日，陳水扁委任律師鄭文龍，提出三項新事證，向法院聲請重新審理。